# Boissy-Saint-Léger

Położenie Boissy-Saint-Léger w ramach aglomeracji paryskiej

Boissy-Saint-Léger – miejscowość i gmina we Francji, w regionie Île-de-France, w departamencie Dolina Marny.
Według danych na rok 1990 gminę zamieszkiwało 15 120 osób, a gęstość zaludnienia wynosiła 1691 osób/km² (wśród 1287 gmin regionu Île-de-France Boissy-Saint-Léger plasuje się na 189. miejscu pod względem liczby ludności, natomiast pod względem powierzchni na miejscu 428.).